# 曼哈頓下城直升機場

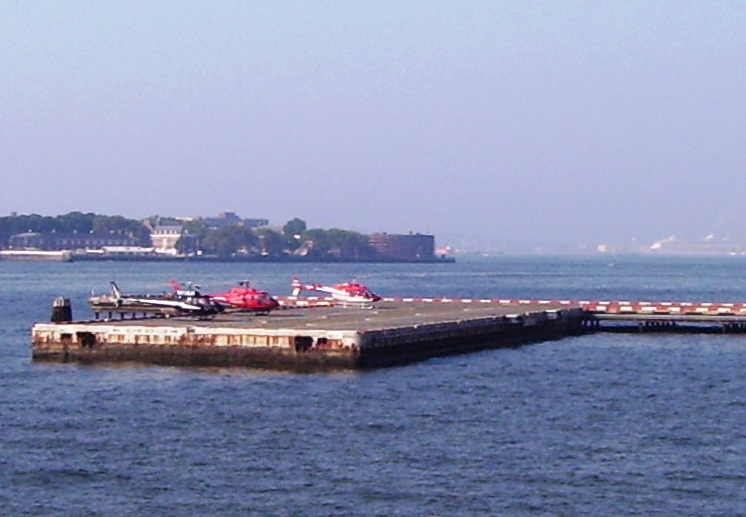
从西南方向看起降平台

曼哈頓下城直升機場（英語：Downtown Manhattan Heliport）是美國纽约曼哈顿东河6号码头的直升机起降平台。
该机场是美国总统访问纽约市时使用的机场。

## 历史
此机场在1960年12月8日开始运营。
在二十世纪六十年代及七十年代，纽约航空（ New York Airways ）在此机场提供飞往此市主要机场肯尼迪国际机场的定期航班。但此服务在八十年代中期停止。在2006年，美国直升机（ US Helicopter）重启了该项服务，但随着该公司停止所有服务，此项服务也在2009年11月停止。

## 状况

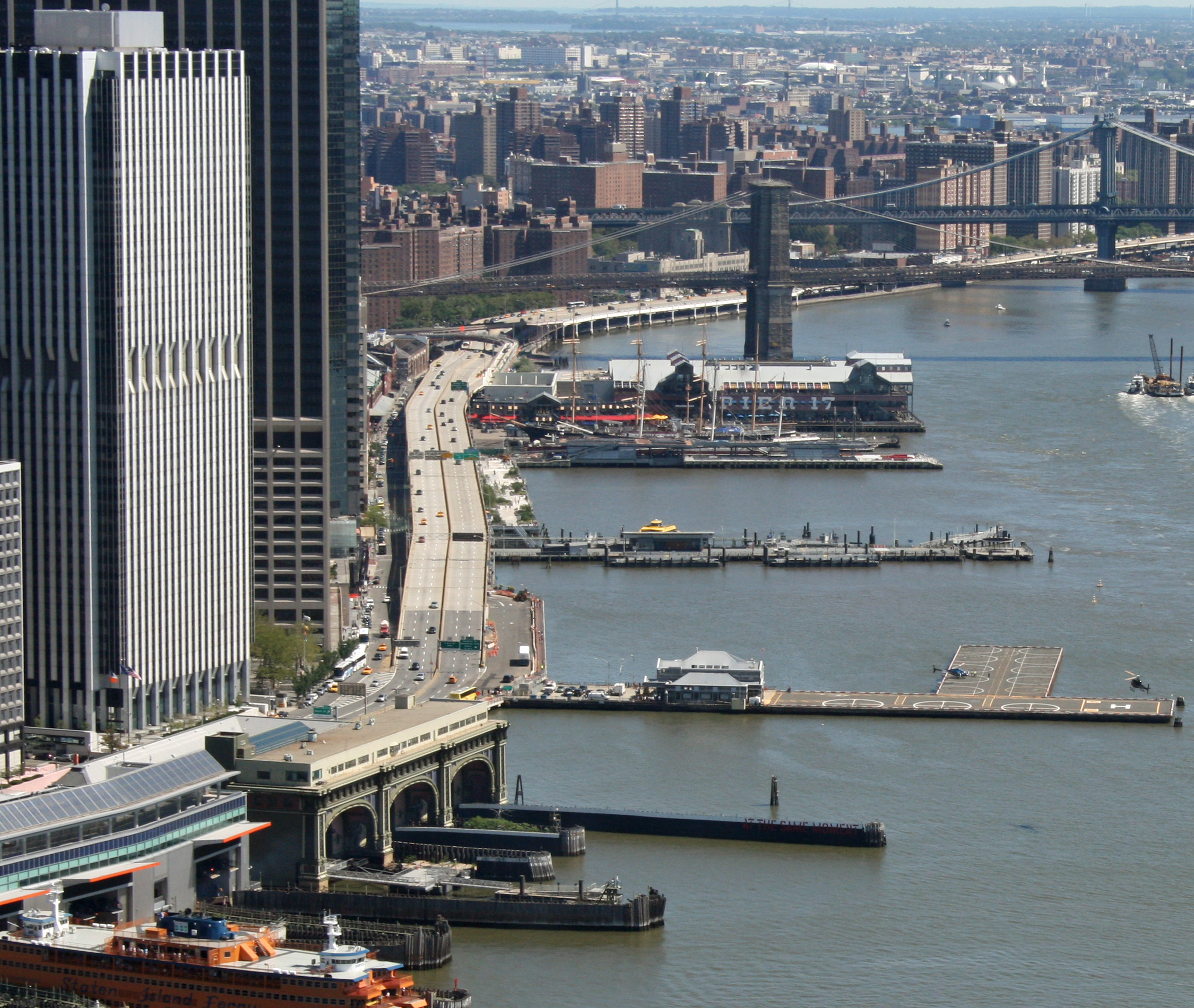
机场位于6号码头

机场在海平面以上约2米，占地0.81英亩。其拥有一个62英尺见方的混凝土起降平台。在2003年一年的时间里，该机场起降了1002架次飞机，其中有90%为通用航空飞机，其余则为军事用途。